# Principato di Serbia
Il Principato di Serbia (in serbo Кнежевина Србија, Kneževina Srbija) è stato l'assetto istituzionale della Serbia dalla seconda rivolta contro l'Impero ottomano nel 1815, alla proclamazione del regno nel 1882.

## Le origini

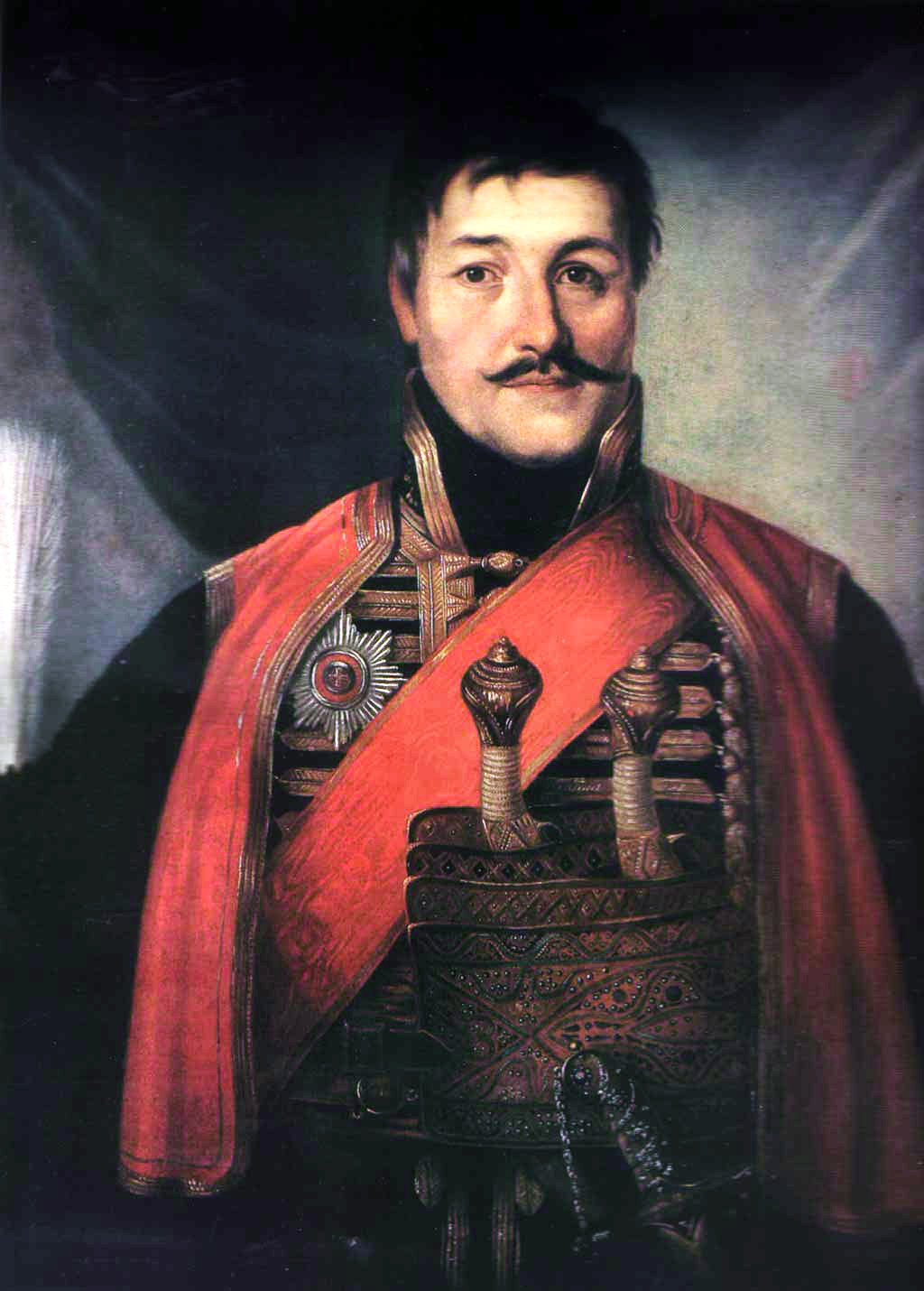
Karađorđe

La battaglia della Piana dei Merli del 28 giugno 1389, che vide contrapposti l'esercito serbo guidato da Lazar Hrebeljanović (Лазар Хребељановић) e quello ottomano capitanato dal sultano Murad I, segnò, con la vittoria turca, la fine dell'indipendenza della nazione serba. Nonostante i Serbi si fossero riorganizzati in un despotato autonomo con capitale a Smederevo, gli Ottomani continuarono a conquistare territori, fino alla conquista di Smederevo del 1459.
Da quel momento, la Serbia divenne totalmente parte dell'Impero turco. Gli Ottomani assoggettarono le popolazioni a dure repressioni e a conversioni forzate all'Islam. I giovani serbi venivano spesso rapiti dagli occupanti, convertiti e inseriti nel corpo paramilitare dei Giannizzeri, usato, a sua volta, per reprimere le sommosse in Serbia contro la dominazione turca. Il popolo insorse in diverse occasioni, ma gli occupanti riuscirono sempre a sedare le rivolte.
Nel 1804, il nobile Đorđe Petrović (Karađorđe, Карађорђе) guidò la prima vera grande rivolta che inflisse duri colpi ai Turchi. Nel 1808 Karađorđe si proclamò Gran Vožd di Serbia e continuò la guerra di liberazione fino al 1813 quando fu costretto a fuggire da una nuova avanzata ottomana. Nel 1815 Miloš Obrenović (Милош Обреновић) fu nominato capo di una seconda rivolta serba e le sue truppe sconfissero l'armata turca.

## Storia

Miloš Obrenović

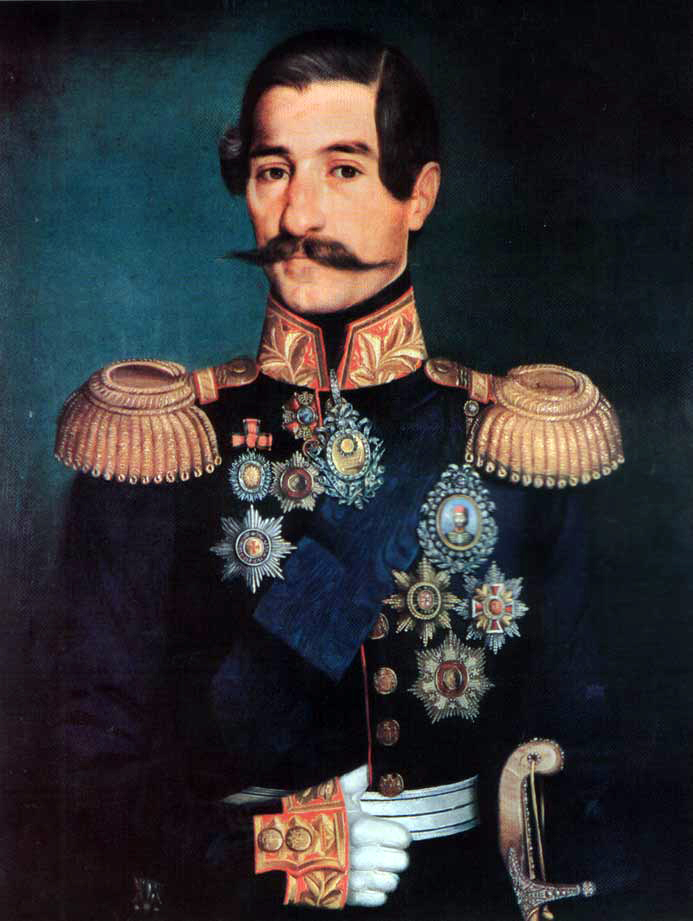
Aleksandar Karađorđević

Milan IV

A seguito della vittoria serba, Miloš Obrenović fu nominato principe e venne siglato un trattato di pace con l'Impero ottomano. Il sultano Mahmud II riconobbe una larga autonomia alla Serbia, e fu istituita un'assemblea di notabili per il governo del Paese. Nel 1817 Karađorđe rientrò in Serbia, ma fu ucciso dai Turchi ai quali era stato consegnato per volontà del principe Miloš.
Il regno di Miloš fu caratterizzato da un forte dispotismo: spesso sia il popolo sia la nobiltà si ribellarono ai suoi metodi brutali di governo. Nel 1835 fu costretto a concedere una Costituzione che, tra l'altro, attribuiva alla Serbia una bandiera e un Ministro degli esteri. Questo fatto causò la dura opposizione di Turchia, Russia e Austria; nel 1838 i Turchi imposero una Costituzione che non piacque alla nobiltà, che obbligò il principe all'abdicazione a favore del figlio Milan. Milan morì dopo 26 giorni, sicché il trono passò all'altro figlio di Miloš, Mihailo, che fu a sua volta spodestato da una rivolta nel 1842.
L'assemblea nominò principe Aleksandar Karađorđević, figlio di Karađorđe Petrović, che regnò fino al 1858. Durante il suo regno fu redatto il Codice civile e si delineò l'ideale della grande Serbia, alla quale si sarebbe dovuti giungere liberando le terre slave dal dominio ottomano e asburgico.
Il principe Aleksandar organizzò l'amministrazione statale, affidando molti compiti ad un'oligarchia di notabili. Alcuni di questi nel 1858 gli si ribellarono e lo costrinsero a cedere il potere al vecchio principe Miloš Obrenović, che tornò sul trono per due anni fino alla propria morte, quando gli succedette nuovamente il figlio Mihailo.
Mihailo III ottenne nel 1867 l'allontanamento dell'ultima guarnigione turca presente in Serbia; spostò la capitale a Belgrado, e dichiarò la sovranità monetaria, tornando dopo secoli a coniare il dinaro.
Nel 1868 Mihailo fu assassinato e della sua morte venne accusato Aleksandar Karađorđević. A succederli fu il cugino Milan IV, che Mihailo aveva adottato nel 1861.
Il principe Milan poté iniziare a regnare in piena autonomia solo nel 1872, quando raggiunse la maggiore età. Si tenne in equilibrio con molta intelligenza tra quei politici che sostenevano un'alleanza con l'Austria e quelli che spingevano per un avvicinamento alla Russia. Nel 1877 entrò in guerra a fianco della Russia contro l'Impero ottomano.
I Turchi subirono una serie di sconfitte e nel gennaio del 1877 decisero di firmare un armistizio. Dopo più di un anno di negoziati, il 3 marzo 1878 venne siglata la pace di Santo Stefano (il cui contenuto sarebbe tuttavia stato annullato e riformulato dalle potenze europee successivamente riunitesi a Berlino col Trattato di Berlino, nel luglio 1878). All'esito di queste vicende, l'Impero ottomano riconobbe l'indipendenza della Serbia e la Serbia allargò il suo territorio, acquisendo le città di Pirot, Niš, Toplica e Vranje.
Nel 1882 il principe Milan IV si proclamò re col nome di Milan I, dando così vita al Regno di Serbia.

## Galleria d'immagini

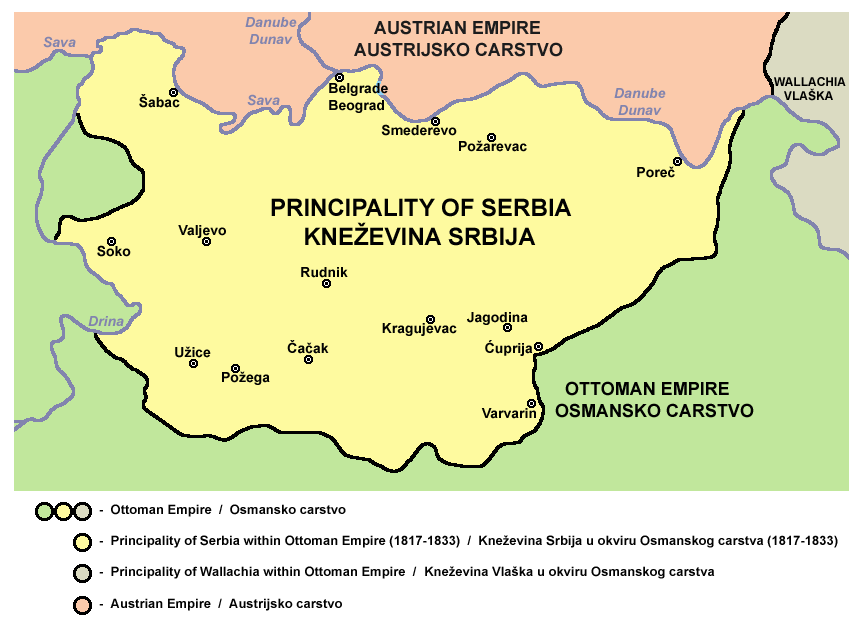
Il principato di Serbia nel 1817.
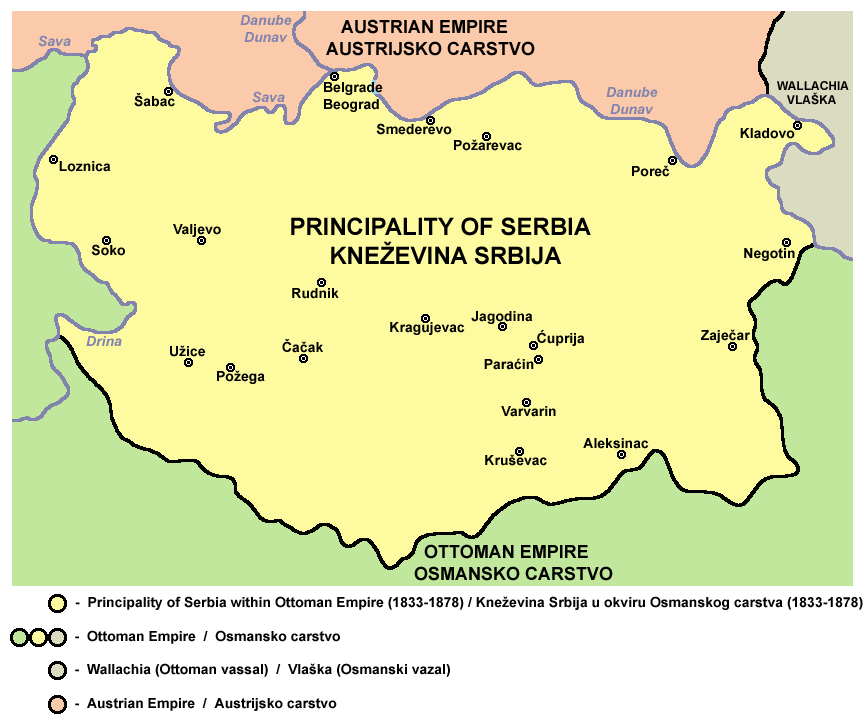
Il principato di Serbia nel 1833.